# Konstanty Pierewoz-Markiewicz
Konstanty Pierewoz-Markiewicz (ur. 1 października 1914 w majątku Giewka, zm. 27 kwietnia 2009) − polski inżynier, kapitan Wojska Polskiego. Mianowany przez władze emigracyjne do stopnia podpułkownika.

## Życiorys
Konstanty Pierewoz-Markiewicz urodził się 1 października 1914 roku w majątku Giewka, w guberni charkowskiej, w rodzinie Mikołaja i Neoniły. W 1932 roku ukończył szkołę średnią w Grodnie. W okresie od 15 lipca 1932 roku do 3 maja 1933 roku był słuchaczem kursu unitarnego w Szkole Podchorążych Piechoty w Różanie nad Narwią. W latach 1933−1936 był podchorążym Szkoły Podchorążych Saperów w Warszawie. 15 sierpnia 1935 roku został mianowany podporucznikiem w korpusie oficerów inżynierii i saperów. 15 października 1936 roku, po zakończeniu nauki, otrzymał przydział do 3 batalionu Saperów Wileńskich, a wkrótce potem skierowano go na kurs chemiczny dla dowódców plutonów w Szkole Gazowej w Warszawie. Na stopień porucznika został mianowany ze starszeństwem z dniem 19 marca 1939 roku i 14. lokatą w korpusie oficerów saperów, grupa liniowa. W tym czasie pełnił służbę na stanowisku adiutanta 3 bsap.
W czasie kampanii wrześniowej dowodził 1 kompanią 1 batalionu saperów. Walczył do 29 września w bitwach pod Pułtuskiem, Wyszkowem, Kałuszynem i Zamościem.
Po klęsce działał w strukturach ruchu oporu w Wilnie, ale w lutym 1941 roku został aresztowany przez Rosjan. Był więziony w Wilnie, a później w Gorkim. W styczniu 1942 roku został zwolniony i wstąpił do polskich oddziałów dowodzonych przez gen. Władysława Andersa. Został skierowany do ośrodka Szkolenia Saperów na stanowisko dowódcy kompanii Podoficerskiej Szkoły Saperów. W czasie pobytu w Palestynie ukończył kursy walki przeciwgazowej oraz kursy walki wysokogórskiej, a w październiku 1943 roku został przydzielony do 5 Kresowego batalionu saperów, z którym walczył we Włoszech, m.in. nad rzeką Sangro, rzeką Rapido, na linii Gustawa, linii Hitlera, linii Gotów, o Monte Casino, o Ankonę i o Bolonię. W marcu 1944 roku awansował na kapitana.
Po zakończeniu wojny został w czerwcu 1946 roku przetransportowany do Wielkiej Brytanii, gdzie do kwietnia 1949 roku służył w Polskim Korpusie Przysposobienia i Rozmieszczenia. W późniejszym czasie awansował na majora i podpułkownika, po czym odszedł do pracy cywilnej jako inżynier budownictwa lądowego. W czasie swojej kariery był m.in. głównym inżynierem budowy portów i infrastruktury lądowej w Sierra Leone. W roku 1993 przeszedł na emeryturę.
Od 1956 roku odwiedzał w Polsce rodzinę oraz niektóre jednostki saperskie, w tym 5 Kresowy batalion saperów, którego został honorowym żołnierzem i ojcem chrzestnym jej sztandaru. Na wniosek ministra obrony narodowej w 2000 roku został awansowany do stopnia pułkownika.
Zmarł 27 kwietnia 2009 roku w Wielkiej Brytanii. 25 czerwca 2009 roku urna z prochami została pochowana w rodzinnym grobie w Białymstoku.

## Ordery i odznaczenia[2]
- Krzyż Oficerski Orderu Odrodzenia Polski (pośmiertnie, 8 lutego 2010)[5]
- Krzyż Srebrny Orderu Virtuti Militari
- Krzyż Walecznych (dwukrotnie)
- Medal Wojska
- Krzyż Pamiątkowy Monte Cassino nr 25185[6]
- Gwiazda za Wojnę 1939–1945 (Wielka Brytania)
- Gwiazda Italii (Wielka Brytania)
- Krzyż Wojenny za Męstwo Wojskowe (Włochy)

## Upamiętnienie
Decyzją nr 159/ MON z 30 kwietnia 2010 roku 5 Kresowy batalion saperów otrzymał imię płk. Konstantego Pierewoz-Markiewicza.
W „Sali Tradycji” 5 Kresowego batalionu saperów urządzono wystawę pamiątek i dokumentów poświęconych jego życiu.